# Myotis ciliolabrum
Myotis ciliolabrum (Merriam, 1886) è un pipistrello della famiglia dei Vespertilionidi diffuso nell'America settentrionale.

## Descrizione

### Dimensioni
Pipistrello di piccole dimensioni, con la lunghezza della testa e del corpo tra 38 e 44 mm, la lunghezza dell'avambraccio tra 31,4 e 34,4 mm, la lunghezza della coda tra 35 e 41,4 mm, la lunghezza del piede tra 6,2 e 7,4 mm, la lunghezza delle orecchie tra 13 e 14,2 mm e un peso fino a 7 g.

### Aspetto
La pelliccia è lucida. Le parti dorsali sono giallo paglierino, con la base dei peli nerastra, mentre le parti ventrali sono biancastre. Il muso è bruno-nerastro sui lati fino alla base delle orecchie, le quali sono lunghe, nerastre, triangolari e con la punta arrotondata. Il trago è lungo circa la metà del padiglione auricolare, stretto ed affusolato. Le membrane alari sono nerastre e attaccate posteriormente alla base delle dita dei i piedi, i quali sono piccoli. La coda è lunga ed inclusa completamente nell'ampio uropatagio. Il calcar è lungo e carenato. 

## Biologia

### Comportamento
Si rifugia nelle fessure rocciose e tra crepacci, in buche lungo le sponde di corsi d'acqua e anche in edifici. In inverno entra in ibernazione all'interno di grotte e miniere. Sono stati osservati piccoli vivai, sebbene le femmine tendano a rimanere sole insieme ai loro piccoli.

### Alimentazione
Si nutre di insetti, come mosche, zanzare, coleotteri e falene, catturati molto vicini al terreno.

### Riproduzione
Le femmine danno alla luce un piccolo alla volta alla fine di giugno o i primi di luglio. L'aspettativa di vita è fino a 12 anni.

## Distribuzione e habitat
Questa specie è diffusa negli stati canadesi dell'Alberta sud-orientale e Saskatchewan sud-occidentale, negli stati americani centro-occidentali del Montana, Idaho orientale, Wyoming, Dakota del Nord sud-occidentale, Dakota del Sud, Nebraska, Kansas, Colorado centrale ed orientale, Nuovo Messico e Utah nord-occidentali.
Vive in foreste di conifere e boschi ripariali.

## Conservazione
La IUCN Red List, considerato il vasto areale e la presenza in diverse aree protette, classifica M.ciliolabrum come specie a rischio minimo (Least Concern)).